# Отари
Отари (яп. 小谷村 Отари-мура) — село в Японии, находящееся в уезде Китаадзуми префектуры Нагано. Площадь села составляет 267,91 км², население — 2975 человек (1 августа 2014), плотность населения — 11,10 чел./км².

## Географическое положение
Село расположено на острове Хонсю в префектуре Нагано региона Тюбу. С ним граничат города Нагано, Итоигава, Мёко и село Хакуба.

## Население
Население села составляет 2975 человек (1 августа 2014), а плотность — 11,10 чел./км². Изменение численности населения с 1980 по 2005 годы:
| 1980 | 5165 чел. |  |
| 1985 | 4699 чел. |  |
| 1990 | 4474 чел. |  |
| 1995 | 4307 чел. |  |
| 2000 | 4276 чел. |  |
| 2005 | 3920 чел. |  |

## Символика
Цветком села считается Prunus sargentii.